# David Rysdahl
David Rysdahl es un actor estadounidense. Es mejor conocido por protagonizar la película dramática de fantasía Nueve días (2020) y la película de suspenso No Exit (2022). Aparece en la película de Christopher Nolan, Oppenheimer (2023).

## Primeros años y carrera
Rysdahl es hijo de Gigi y Scott Rysdahl. Tiene dos hermanos y una hermana. Creció en New Ulm, Minnesota, donde asistió a la escuela secundaria Cathedral. Después de trabajar brevemente en salud pública en Guatemala, se interesó más en la actuación como carrera. Participó en una producción teatral de Hamlet en el Great River Shakespeare Festival en Winona, Minnesota.
Después de mudarse a Nueva York, Rysdahl protagonizó cortometrajes. En 2018, protagonizó la comedia dramática Dead Pigs de Cathy Yan. En 2020, apareció en la película dramática de fantasía Nine Days, y en 2022, protagonizó el thriller No Exit. Sus otros créditos incluyen las docuseries de Netflix The Family y la película independiente The Land of Owls. En 2022, se unió al elenco de la próxima película de Christopher Nolan, Oppenheimer.

## Vida personal
Rysdahl conoció a la actriz Zazie Beetz en un taller de actuación y comenzaron a salir alrededor de 2014. Ellos están comprometidos. Comenzaron una compañía de producción llamada Sleepy Poppy. Rysdahl vive en Harlem.

## Filmografía

### Películas
| Año  | Título           | Papel         | Notas        | Refs.       |
| ---- | ---------------- | ------------- | ------------ | ----------- |
| 2017 | Freeport         | Harry         | Cortometraje |             |
| 2017 | Runaways         | Corey         | Cortometraje |             |
| 2018 | Dead Pigs        | Sean Landry   |              | [ 13 ]      |
| 2020 | Nueve días       | Mike          |              | [ 4 ]       |
| 2021 | The Land of Owls | Theo          |              | [ 7 ]       |
| 2022 | No Exit          | Lars          |              | [ 3 ] [ 5 ] |
| 2023 | Oppenheimer      | Donald Hornig |              | [ 8 ]       |

| Año  | Título     | Papel        | Notas                       | Refs.       |
| ---- | ---------- | ------------ | --------------------------- | ----------- |
| 2017 | Bull       | Wes          | 2 episodios                 | [ 1 ] [ 2 ] |
| 2022 | The Family | Jeff Sharlet | Serie documental de Netflix | [ 6 ]       |
| 2023 | Fargo      | Wayne Lyon   | Temporada 5                 | [ 14 ]      |